# 熊野市立泊小学校
熊野市立泊小学校（くまのしりつとまりしょうがっこう）は、かつて三重県熊野市磯崎町1138番地にあった市立小学校。前身の学校は1875年（明治8年）4月に創立されたが、創立125年目の2001年（平成13年）3月限りで休校し、2003年（平成15年）3月31日限りで正式に廃校になった。
磯崎漁港（座標）のすぐ近くにあった学校で、校舎の教室の窓から熊野灘が見渡せた。

## 沿革

### 前身
泊小学校は、1947年（昭和22年）に古泊小学校と大泊小学校が合併して発足した学校である。前身となる小学校は1875年（明治8年）4月、この地区の寺を利用して村人が始めた。大泊村（おおどまりむら、現在の熊野市大泊町）では1875年に大泊小学校が創設され、当時の生徒数は15人だった。同年3月15日に当時の度会県県令・久保断三が発した『度会県布達綴』によれば、「第二大学区第四十一番中学区」の中で大泊村が「第八十八番」、古泊村が「第八十九番」と位置づけられている。古泊村（ことまりむら、現在の熊野市磯崎町）では曹洞宗来岳山海恵寺（座標）の住職・巴瑞が寺子屋を開き、30人余の生徒がいたと伝えられている。その後、古泊村は1871年（明治4年）に度会県、1876年（明治9年）には三重県、1889年（明治22年）に南牟婁郡に属すようになった。1876年、海恵寺を利用して古泊に古泊小学校が設立された。
両村は1889年に木本町の大字になったが、大泊浦と古泊浦は1897年（明治30年）に木本町から分離し、南牟婁郡泊村となった。1914年（大正3年）に発行された『南牟婁郡勢要覧』によれば、1983年時点での熊野市域にあった学校の中に、大泊尋常小学校と古泊尋常小学校の名前がある。なお、1913年（大正2年）7月には泊村立大泊実業補習学校が、1916年（大正5年）には泊村立古泊実習補習学校が設立されている。1909年（明治42年）8月4日時点での海浜部（泊小学校）の児童数は全138人（男64人、女74人）で、内訳は1年37（男18 / 女19）、2年27（男11 / 女15）、3年30（男7 / 女23）、4年22（男女各11）、5年14（男20 / 女6）、6年3（男3 / 女0）である。

### 前身2校が合併
その後、1941年（昭和16年）3月1日付で国民学校令が交付され、同年4月1日付で「小学校」は「国民学校」に改称、大泊・古泊の両小学校もそれぞれ「大泊国民学校」「古泊国民学校」へ改称していた。終戦後に国民学校の初等科1年から6年は小学校に、高等科1・2年は新制中学校にそれぞれ編入された。一方でこの2校については1938年（昭和13年）ごろから学校統一の議論があり、終戦後の1947年（昭和22年）2月に開かれた「新学制実施準備委員會」で両校を統一し、旧大泊小学校の全児童は同年4月1日から古泊小学校へ通学することが決まった。熊野市内の新制中学校は当初、ほとんど小学校と相部屋住まいだったことが問題になっていたが、泊村立泊中学校は旧大泊小学校の校地を利用して設置することも決定された。しかし泊村の新制中学校は1948年（昭和23年）5月10日、連合軍三重軍政府が出した「新学制実施緊急措置による校舎移転措置要領」により、木本町・有井村の新制中学校と統合され、組合立中学校が設置されることとなり、同年7月31日には木本町外二ヶ村組合立木本中学校が設置された。1954年（昭和29年）11月3日、木本町・荒坂村・新鹿村・泊村・有井村・神川村・五郷村・飛鳥村の南牟婁郡1町7村が合併したことにより、三重県で12番目の市となる熊野市が発足した。これに伴い、同校も「熊野市立木本中学校」へ改称した。
合併直後の1949年（昭和24年）4月時点では、児童数は全342人（1年57人、2年69人、3年59人、4年45人、5年45人、6年67人）だった。1960年（昭和35年）ごろには児童数は250人だった。1965年（昭和40年）3月に屋内運動場が新築され、同年5月、ないし6月には校舎が改築された。また、同年6月には講堂が完成している。1973年（昭和48年）3月には25 m×5コースのプールが新設された。

### 閉校
その後は児童数の減少が続き、1980年（昭和55年）には100人を切って88人となっており、1981年（昭和56年）4月末時点では児童数81人（男39人、女42人）、学級6、教職員10という規模になっていた。学年別の児童数の内訳は、1年11人、2年6人、3年17人、4年18人、5年12人、6年17人であり、1949年と比べて261人減少していた。1991年度（平成3年度）時点では児童20人（うち4年生が7人）、教師7人という規模で、1年生が1学級、3・4年生と5・6年生が複式学級で計3学級だった。1992年（平成4年）には、学区内に在学していた新入学児が自分以外に新入生がいないことを理由に入学を拒否するという事態が発生していた。一方でこのころには地域との結びつきを重視し、休耕田を借りて地元の高齢者たちと共同で餅米を栽培して餅つきを行ったり、地元の漁業者からタコ漁を教わったり、昔ながらの櫓漕ぎを児童に体験させたりといった教育を行っていた。
1994年（平成6年）には児童数は10人未満の8人にまで減少した。1995年（平成7年）3月には在籍児童9人（うち1人は阪神・淡路大震災の影響で兵庫県から疎開していた児童）のうち4人が卒業、2人が転校し、疎開児童は兵庫県に戻ったため、在籍児童は同年度に入学した1人（後述する最後の卒業生）を除いて2人にまで減少した。1996年度（平成8年度）には児童数5人、1999年度（平成11年度）には新入生を含めて在校生4人、最終年度となった2000年度（平成12年度）には児童数2人と、三重県内で最も小さな小学校となっていた。児童数減少の要因として、漁業の衰退による過疎化や、地域に平地が少ないことから市内の他地区へ引っ越す人の増加、また若者が働き口を求めて都市へ流出したことが挙げられている。地元の磯崎町はイセエビ漁やカツオの一本釣り漁、定置網漁などが盛んな町だが、町に通じる道が狭いことなどから観光客は少なく、1994年時点では人口減少により船の漕ぎ手が少なくなっていたため、毎年11月1日に開催されていた伝統の海上祭りの運営にも支障が出るような状態になっていた。一方で1996年ごろには地元の子供たちも都会の子供たちとあまり変わらない生活を送っており、地元の漁業のこともあまり知らなかったため、地元の漁師の案内で大型定置網漁の見学を行うという教育の試みがなされていた。1982年（昭和57年）6月には、青少年劇場が泊小学校と有馬小学校で過疎地巡回音楽公演「歌のつばさにのって」を開催していた。
休校直前の2000年時点では児童2人（6年生と2年生の各1人）が在学しているのみで、校長・教諭・給食職員を含めて5人という規模であり、児童2人はいずれも同じ教室で授業を受けていた。同年時点では年3回にわたって近くの波田須小学校や新鹿小学校と合同で陶芸教室、文鎮づくり、かるたづくりなどの交流行事を行っていた。同年時点では市は学校を休校や廃校にするとその地区の活力が失われるとの理由から、仮に児童が1人しかいなくても学校を存続させる方針であったが、前身の小学校時代から数えて創立125年目の2001年3月限りで休校した。同月には児童2人のうち、6年生の児童1人が卒業し、木本中学校へ進学した。もう1人の児童（当時2年生）は同年4月に3年生へ進級するに伴い、木本小学校へ転校した。
三重県教育委員会が発行する『学校名簿』では、泊小学校は2001年度（平成13年度）版・2002年度（平成14年度）版には休校扱いで掲載されていたが、2003年度（平成15年度）版には掲載されていない。熊野市議会 (2003) によれば、泊小学校は2003年（平成15年）3月31日付で正式に廃校になっている。かつて泊小学校が所在していた磯崎町は2024年（令和6年）時点で、木本小学校の学区に含まれている。

### 閉校後
2004年（平成16年）4月には大橋学園（現：みえ大橋学園）が旧校舎を利用し、「熊野文化圏専門学校」を開校した。これは熊野市が過疎対策などを狙い、三重県の仲介を受けて大橋学園に進出を要請し、校舎を無償貸与したことで実現したもので、廃校を専門学校として再活用することは全国的にも珍しいという。同校の学科は文化教養学科のみで、履修期間は2年間だった。大橋学園は開校を控え、校舎の改装を行い、開校後には森林インストラクターや簿記、ホームヘルパー、鍼灸などの資格取得を目指したコースがあったほか、地元住民が講師として熊野の自然や文化を教える「熊野学」の授業も設けられていた。また大橋学園は専門学校の設立だけでなく、地域への協力・貢献を行う目的で「ユマニテク・熊野市特別奨学制度」を設け、特別奨学生（検定料・入学金・学費を全額免除）として大橋学園へ推薦する者の選考試験を行った。しかし同校は学生数が1学年30人の定員だったのに対し、入学者は2004年度に2人、2005年度（平成17年度）に1人、2006年度（平成18年度）に0人となっており、大橋学園は2006年10月に今後も学生の確保が困難であるとして、同校を2007年（平成19年）4月から休校することを決定した。それ以降、校舎には教員と事務員が1人ずつ常駐し、校舎は一般を対象としたホームヘルパー講習会や研修施設として利用されていた。同校は2010年（平成22年）に廃校となり、東紀州の交流拠点「熊野文化圏教育センター」となっている。
旧校舎は熊野市や御浜町、紀北町の風景をモデルにしたテレビアニメ『凪のあすから』の背景として描写されている。また2022年（令和4年）には大阪芸術大学の学生らが映画『カフネ』の撮影を熊野市磯崎町などで約2週間行ったが、その際には泊小学校を宿泊拠点としていた。

## 交通
最寄り駅である大泊駅（JR東海：紀勢本線）から学校までは徒歩10分だった。

## 関係者

### 教職員
歴代校長の氏名・任期などの出典は特記なき場合、『熊野市史』 (1983) 789頁である。
古泊小学校歴代校長
- 初代 - 清水源次郎（1876年〈明治9年〉4月 - 1879年〈明治12年〉3月）
- 2代目 - 栃尾嘉蔵（1879年〈明治12年〉4月 - 1880年〈明治13年〉2月）
- 3代目 - 堀内兼祐（1880年〈明治14年〉4月 - 1883年〈明治16年〉2月）
- 4代目 - 的場幸助（1883年〈明治16年〉4月 - 1887年〈明治20年〉5月）
- 5代目 - 金子粂之助（1887年〈明治20年〉6月 - 1890年〈明治23年〉2月）
- 6代目 - 金子俊次郎（1890年〈明治23年〉2月 - 1893年〈明治26年〉2月）
- 7代目 - 的場幸助（1893年〈明治26年〉4月 - 1896年〈明治29年〉9月）
- 8代目 - 金子俊次郎（1896年〈明治29年〉10月 - 1902年〈明治35年〉2月）
- 9代目 - 中野信三（1902年〈明治35〉年2月 - 1904年〈明治37年〉1月）
- 10代目 - 須藤真文（1904年〈明治37年〉1月 - 1910年〈明治43年〉3月）
- 11代目 - 池村宗次郎（1910年〈明治43年〉4月 - 1916年〈大正5年〉3月）
- 12代目 - 加藤庄次郎（1916年〈大正5年〉3月 - 1918年〈大正7年〉4月）
- 13代目 - 向井益三（1918年〈大正7年〉4月 - 1928年〈昭和3年〉3月）
- 14代目 - 島佐兵衛（1928年〈昭和3年〉3月 - 1930年〈昭和5年〉3月）
- 15代目 - 中西恒一（1930年〈昭和5年〉3月 - 1936年〈昭和11年〉3月）
- 16代目 - 中岡一夫（1936年〈昭和11年〉3月 - 1941年〈昭和16年〉3月）
- 17代目 - 松田信一（1941年〈昭和16年〉3月 - 1945年〈昭和20年〉9月）
- 18代目 - 仲康之（1945年〈昭和20年〉9月 - 1946年〈昭和22年〉4月）

大泊小学校歴代校長
- 初代 - 室谷四郎助（以下、5代目以外は未詳）
- 2代目 - 大川載吉
- 3代目 - 西川菊太郎
- 4代目 - 間部隆之助
- 5代目 - 前川幸治（1929年〈昭和4年〉3月 - 1936年〈昭和11年〉3月）
- 6代目 - 片岡要一
- 7代目 - 鈴木虎一
- 8代目 - 西久保慶一
- 9代目 - 後呂喜楽
- 10代目 - 大屋孝二

泊村立泊中学校歴代校長
- 中川義郎（1947年〈昭和22年〉4月 - 1948年〈昭和23年〉4月）[53]

泊小学校歴代校長
- 初代 - 藤岡薫（1947年〈昭和22年〉4月 - 1955年〈昭和30年〉3月）
- 2代目 - 南忠彦（1955年〈昭和30年〉4月 - 1963年〈昭和38年〉3月）
- 3代目 - 田岡立輔（1963年〈昭和38年〉4月 - 1970年〈昭和45年〉3月）
- 4代目 - 鈴木正夫（1970年〈昭和45年〉4月 - 1975年〈昭和50年〉3月）
- 5代目 - 西晃（1975年〈昭和50年〉4月 - 1981年〈昭和56年〉3月）
- 6代目 - 阪井紀文（1981年〈昭和56年〉4月[52] - 不明、正六位瑞宝双光章[54]）
- 任期不明 - 浜中勇（正六位瑞宝双光章）[55]
- 任期不明 - 下野昭（瑞宝双光章[56]・従六位[57]）
- 任期不明 - 更谷一幸（1992年〈平成4年〉3月時点）[25]
- 任期不明 - 須崎久美子（1995年〈平成7年〉4月時点）[58]
- 最終代 - 枡屋睦（1999年〈平成11年〉4月時点[34]、休校時点[1]）

### 出身者
- 徳本政敬 - 元プロ野球選手[59]